# Крени (Псковская область)
Крени — деревня в Горайской волости Островского района Псковской области.
Расположена на левом берегу реки Великая, в 20 км к югу от города Остров, на юго-восточном приграничье волостного центра, деревни Крюки.
Численность населения деревни по состоянию на 2000 год составляла 18 человек.